# Via delle Quattro Fontane
La Via delle Quattro Fontane est une rue du centre de Rome, qui part de la Piazza Barberini et mène à la Via Nazionale. Elle constitue la frontière entre les districts de Monti, de Trevi et de Castro Pretorio.

## Histoire et nom
Le nom vient des Quatre Fontaines, construites pour le pape Sixte V, qui représentent le Tibre (église de Saint-Charles aux Quatre Fontaines), la rivière Arno ou la rivière Aniene (Palais Albani), la Fidélité ou Diane (le palais de l'Institut de Beni Stabili) et la Force ou Junon (Palais Galloppi).
En 1619, a été construite l'église de Saint Denys l'Aréopagite, confiée à l'Ordre des Trinitaires, et démolie en 1938.

## Célébrités
Dans cette rue a vécu le peintre allemand Johann Christian Reinhart, pendant plus de cinquante ans, jusqu'à sa mort en 1847, au numéro 29, l'historien suisse Jacob Burckhardt (1846) au numéro 10, et le poète italien Gabriele D'Annunzio au numéro 159. Helen Hunt Jackson y a logé entre 1868 et 1869.

## Vues

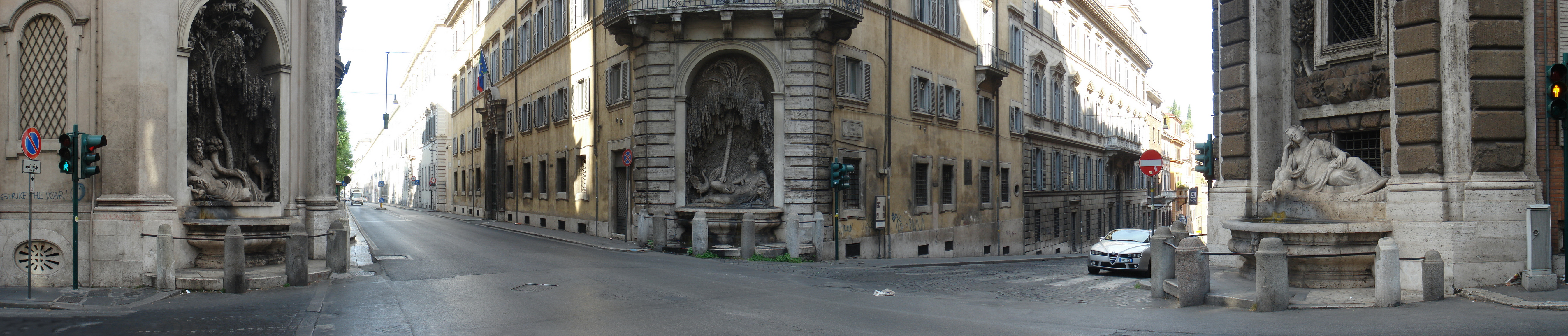
Carrefour des Quatre Fontaines
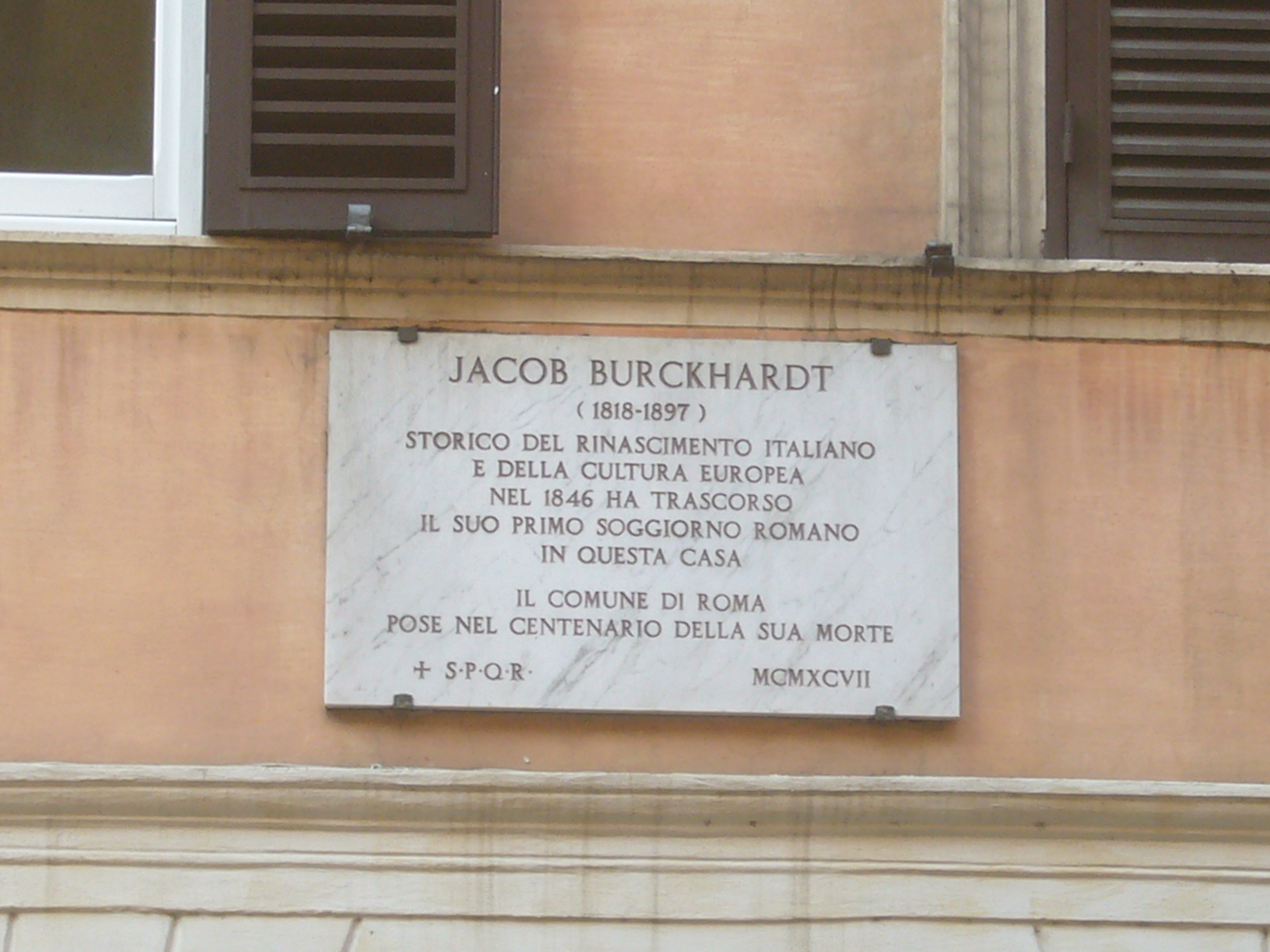
Plaque en l'honneur de Jacob Burckhardt
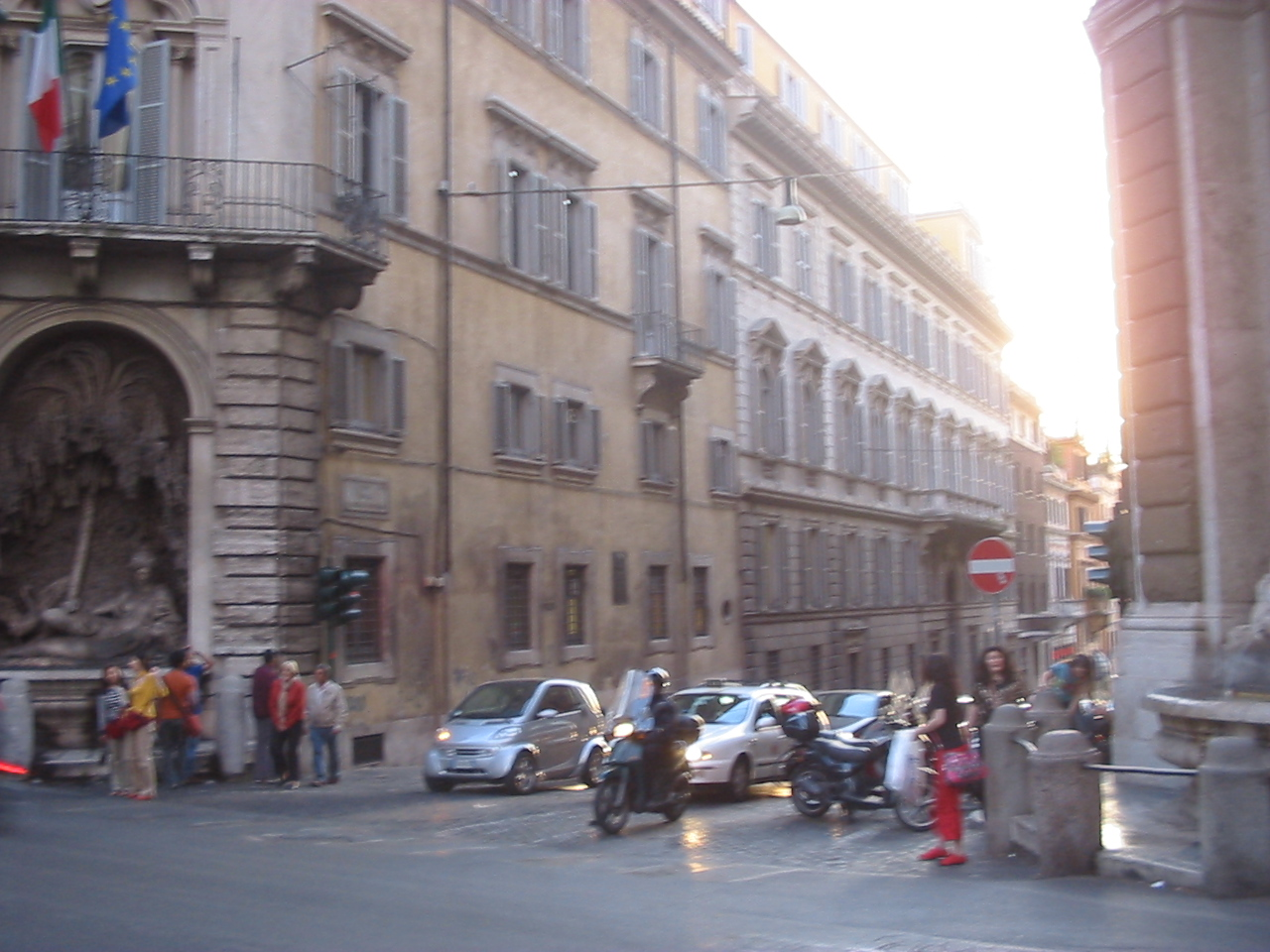
Panorama
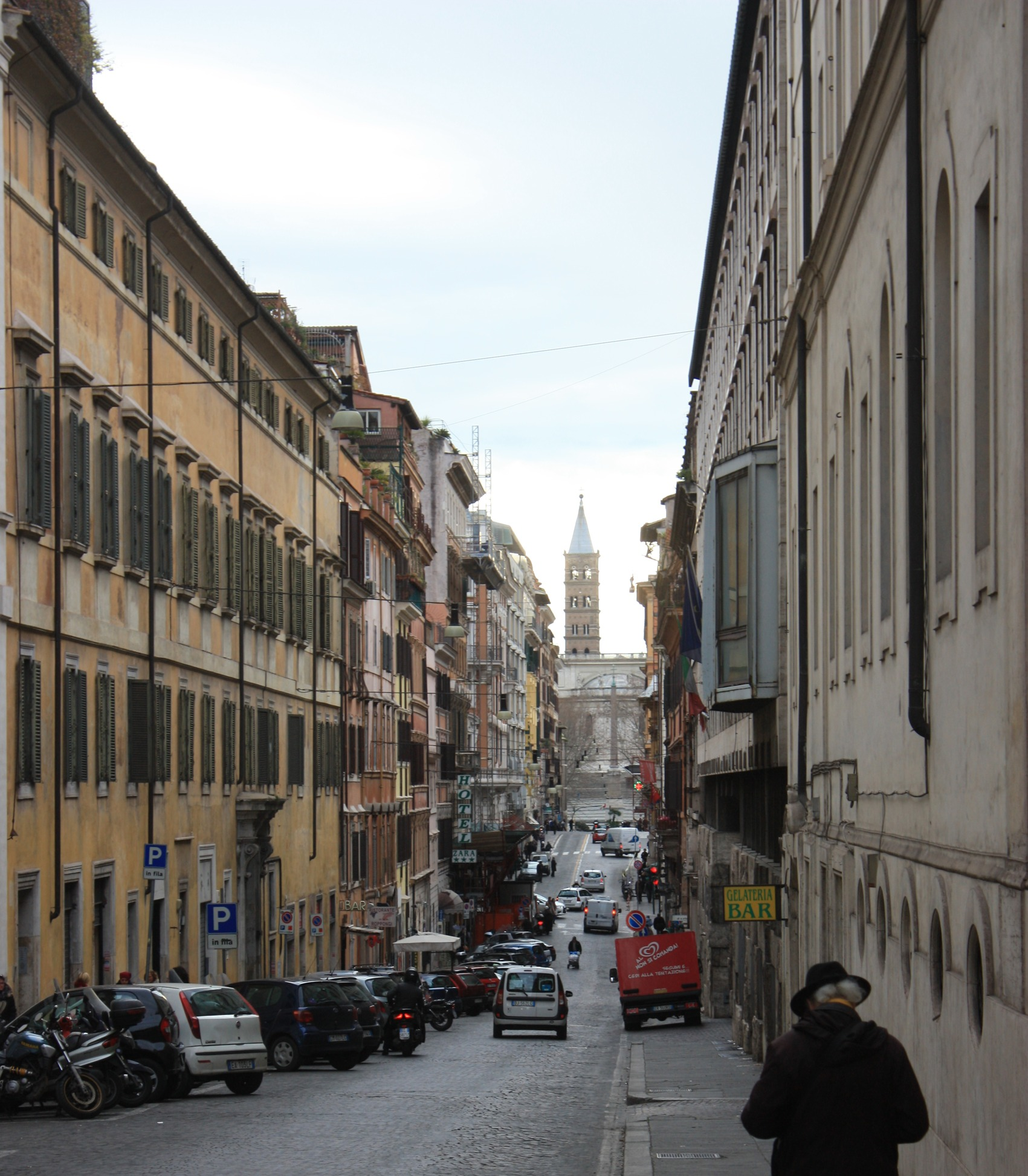
Vue de la perspective